# Escuela Superior Tlahuelilpan
La Escuela Superior Tlahuelilpan (ESTL) es una institución de educación media superior y superior, dependiente de la Universidad Autónoma del Estado de Hidalgo. Ubicada en el municipio de Tlahuelilpan, en el estado de Hidalgo, México.

## Historia
Los cursos iniciaron el día 26 de julio de 1999, ofreciendo dos licenciaturas: Administración y Sistemas Computacionales. Administración con 55 alumnos y 10
profesores, y Sistemas Computacionales con 64 alumnos y seis profesores. La escuela fue inaugurada oficialmente el 23 de agosto de 1999 por el presidente de México, Ernesto Zedillo Ponce de León, acompañado por el Secretario de Educación Pública; el gobernador de Hidalgo, Manuel Ángel Núñez Soto, y el rector de la UAEH, Juan Manuel Camacho Bertrán. En el año 2000 se ofertó el programa educativo de Profesional Asociado en Enfermería General iniciando con una matrícula de 14 alumnos y seis profesores; en julio de 2012 se aprueba la impartición de la Licenciatura en Enfermería y se líquida el programa educativo de profesional asociado en esta misma disciplina.
En 2005 el Honorable Consejo Universitario aprobó el estatuto general que le brinda la categoría de escuelas superiores a los campus universitarios. Desde entonces el plantel se denomina Escuela Superior de Tlahuelilpan. En el semestre julio-diciembre 2014 inicia la licenciatura en software, y Sistemas Computacionales paso a liquidación. En 2015 inicio actividades la Licenciatura en Médico cirujano. También en 2015 inició el programa de Bachillerato general.

## Oferta educativa
La oferta educativa de la Escuela Superior Tlahuelilpan es:
- Nivel medio superior
  - Bachillerato general
- Nivel superior
  - Licenciatura en Administración
  - Licenciatura en Enfermería
  - Ingeniería de Software
  - Licenciatura en Médico cirujano

## Directores
- José Ángeles Becerra
- Marco Alfaro Morales
- Juan Islas Valerio
- Daniel Ramírez Rico (2010-2013)[13]
- Leandro Olguín Charrez (2012-2015)
- Sócrates López Pérez (2015-2017)
- Rosalva Meneses Noeggerath (2017-2022)
- Miguel Ángel de la Fuente López (2022-actual)

## Campus
Esta instalado en la antigua Hacienda San Servando; edificio del siglo XVIII, el arco que da al acceso principal guarda en su clave la fecha “189…”, y encima de ella se encuentran labradas las letras M y Y. Al ingresar al conjunto se encuentra la primera crujía, donde debió funcionar el despacho principal; unos pasos al frente el patio principal rodeado de arcos de cantera de medio punto, soportados por pilares rectangulares. A la derecha la rítmica viguería de la techumbre franciscana, esto es, el entrepiso formado por vigas de madera y tablones, dirige la vista hacia la capilla dedicada a la Purísima Concepción. Nervaduras, arcos y pilares destacan sobre lisos aplanados. Las maderas, por su parte, hacen gala en la elaborada puerta de acceso y el retablo de corte neoclásico que alberga el presbiterio abarca la doble altura.
El terreno contaba con un total de 21 600 m², los cuales se logró ampliarlos a 34 527.50 m²; en los que se adecuaron para 18 aulas, laboratorios,  biblioteca, áreas de cómputo, centro de lenguas, oficinas administrativas,  auditorio y estacionamiento. En el año 2005, se inauguran 8 aulas, con 3 cubículos para maestros investigadores. El día 9 de noviembre de 2016 se llevó a cabo la inauguración de un edificio que consta de 6 aulas de clases, un laboratorio de usos múltiples, un site, un cubículo, módulo de sanitarios, y una bodega.